# Klimov VK-106
Il Klimov VK-106 (talvolta indicato come M-106) era un motore aeronautico a 12 cilindri a V, raffreddato a liquido. Il suo progetto ebbe inizio nel corso del 1942, ed era inteso come sviluppo del precedente Klimov M-105. L'insorgere di problemi nella fase di collaudo non gli consentì di superare lo stadio di prototipo.

## Storia, sviluppo e descrizione tecnica

### Sviluppo
Il progetto del motore VK-106 venne realizzato da Vladimir Yakovlevich Klimov al fine di migliorare le prestazioni del precedente M-105 (divenuto VK-105, in base al sistema utilizzato dalle autorità sovietiche, che introduceva l'identificazione del progettista mediante l'indicazione delle iniziali del nome).
In particolare, in base agli studi realizzati sulla scorta dei risultati dei primi mesi di guerra, si intendevano ottimizzare le prestazioni del propulsore per il suo impiego alle altitudini inferiori ai 4 000 m, quote alle quali avveniva il maggior numero di combattimenti aerei.
Il nuovo propulsore nelle sue linee generali manteneva molte delle caratteristiche del predecessore, compresa la possibilità di installare un cannone automatico tra le bancate dei cilindri; in tal modo avrebbe dovuto essere facilmente installato nei velivoli che impiegavano la precedente unità.
In particolare alcune fonti riportano che alcuni esemplari del caccia Yakovlev Yak-1 vennero equipaggiati con il nuovo motore VK-106 a partire dal gennaio del 1943; tuttavia, in relazione a problemi di raffreddamento che non furono risolti, lo sviluppo dell'unità motrice venne abbandonato ed alcuni dei velivoli vennero presto rimotorizzati con il VK-105.

### Descrizione tecnica
La struttura del VK-106 riprendeva, ancora una volta, quello del lontano capostipite della serie, il francese Hispano-Suiza 12Y dal quale Klimov sviluppò una considerevole serie di propulsori.
In particolare il VK-106 nasceva per l'impiego al di sotto dei 4 000 m; vennero pertanto modificate alcune delle sue caratteristiche, al fine di ottimizzarne la resa: venne ridotto il rapporto di compressione (in relazione alla maggiore disponibilità di ossigeno rispetto alle quote più elevate per le quali era stato progettato il VK-105) e venne semplificato il compressore centrifugo che, pur rimanendo a comando meccanico legato al movimento dell'albero a gomiti, era del tipo ad una sola velocità.
Il risultato finale, secondo le fonti disponibili, portò il VK-106 a sviluppare la potenza di 1 350 CV, con un incremento del 30% rispetto alla versione precedente.

## Mezzi utilizzatori

### Aerei
Unione Sovietica
- Yakovlev Yak-1